# Charles Troyon
 (mars 2025).
Charles Troyon, né le 1er juillet 1867 à Cheseaux-sur-Lausanne et mort le 21 février 1948, est un ténor et chef de chœur vaudois.

## Biographie
Issu d'une famille d'agriculteurs, Charles Troyon suit ses trois sœurs et s'intègre très jeune aux sociétés de chant de son village. Passé par l'école normale, il commence par enseigner dans une classe primaire à Corsier-sur-Vevey de 1886 à 1888, avant de partir pour Lausanne, où il obtient un poste d'instituteur à l'école de la Madeleine. Il entre à cette époque à l'Union chorale de Lausanne. Désireux de s'investir dans le chant, il part, contre l'avis de ses parents, suivre les cours du ténor Julius Stockhausen à Francfort-sur-le-Main. Il y rencontre notamment la pianiste et compositrice allemande Clara Schumann qui lui prodigue de nombreux conseils. Sur le chemin du retour, en 1890, il connaît son premier engagement à Fribourg-en-Brisgau dans Elias de Mendelssohn.
De retour à Lausanne, Charles Troyon se produit alors comme soliste dans toute la Suisse ainsi qu'à l'étranger, notamment à Mulhouse et à Strasbourg, avec comme points culminants, le rôle de pâtre au Festival Vaudois de 1903 et, surtout, celui de Bacchus lors de la Fête des Vignerons de 1905. Sa carrière de soliste, Charles Troyon la mène en grande partie aux côtés de sa femme, Emmy Blaesi, qui l'accompagne au piano ou en tant que soprano. Chanteur à succès, il n'en abandonne pas pour autant l'enseignement et répond favorablement à l'appel de Gustave-Adolphe Koëlla, directeur de l'Institut de musique de Lausanne - futur Conservatoire - désireux de l'engager comme professeur de chant. En place jusqu'en 1941, il a eu notamment comme élève Carlo Hemmerling, Hermann Lang, ou Robert Piguet. En parallèle, de 1896 à 1927, Charles Troyon enseigne le chant à l'Ecole normale.Charles Troyon s'est surtout distingué par ses activités de chef de chœur: à peine rentré d'Allemagne, en 1891, il remplace Charles-César Dénéréaz à la tête de l'Union chorale de Lausanne et la dirige jusqu'en 1907. Il remporte avec cet ensemble le concours de la Société cantonale des chanteurs vaudois à Yverdon en 1891, ainsi que celui de Nyon en 1898. Il conduit également la chorale de la société de Zofingue, avec le même succès, jusqu'en 1909. Il s'engage en 1907 à la tête de la Société chorale de Vevey, où il reste treize ans, avant de devenir directeur du Chœur des Alpes de Montreux de 1919 à 1921. Il dirige également de nombreuses années durant le Chœur des Dames de Lausanne. Enfin, membre de la commission de musique de la Société cantonale des chanteurs vaudois depuis 1896, président de cette même association dès 1905, il dirige les chœurs d'ensemble lors de six fêtes cantonales entre 1901 et 1921.
Charles Troyon succède en 1921 au pianiste Jules Nicati à la tête du Conservatoire de Lausanne. Il cherche immédiatement à ouvrir l'institution à tous les domaines de la musique : création de cours de direction de fanfares et d’harmonies, gratuité des cours de théorie pour les élèves de virtuosité, instauration de concerts d’échange avec les lauréats de conservatoires étrangers, participation active, avec la venue d’artistes célèbres tels que Robert Casadesus ou Clara Haskil, au développement du Conservatoire qu'il remet à Alfred Pochon en 1941. Il décède à son domicile de Longeraie le 21 février 1948.

## Sources
- « Charles Troyon », sur la base de données des personnalités vaudoises sur la plateforme « Patrinum » de la Bibliothèque cantonale et universitaire de Lausanne.
- "La Fête des Vignerons à Vevey", Feuille d'avis de Lausanne, 1905/08/05, p. 11
- "Union Chorale", Tribune de Lausanne, 1907/10/13, p. 2
- "Les chanteurs vaudois rassemblés à Cheseaux ont rendu hommage à la mémoire de Charles Troyon", Feuille d'avis de Lausanne, 1960/10/03, p. 13
- Dictionnaire des musiciens suisses, Zürich, Atlantis Verlag, 1964, p. 378
- Burdet, Jacques, La musique dans le canton de Vaud au XIXe siècle, Lausanne, Payot, 1971
- Burdet, Jacques, La musique dans le canton de Vaud: 1904-1939, Lausanne, Payot, 1983
- Burdet, Jacques, Le musicien Charles Troyon, Yverdon, éditions Revue musicale de Suisse romande, 1984
- Jaccottet, Georges, Le Conservatoire de musique de Lausanne (1861-1986), Lausanne, Bibliothèque historique vaudoise, p. 33-36
- Scherrer, Antonin, Conservatoire de Lausanne : 1861-2011, Lausanne, infolio, 2011.